# ボーイ・サーフェス

An animation of Boy's surface

ボーイ・サーフェス（ボーイ曲面）は、二次元実射影空間 RP2 のR3 へのはめ込みの一種である。
ヴェルナー・ボーイが二次元実射影空間RP2がR3 へはめ込み可能であることを発見した。ボーイは具体的に、はめ込みを構成することでその発見をした。ボーイのこの業績に敬意を表してこの図形をボーイ・サーフェスと呼ぶ。
RP2　が
4次元空間に埋め込めることはボーイより前から周知であった（証明が簡単にできることも周知であった）。
3次元空間に埋め込めないこともボーイより前から周知であった（これも証明が簡単にできることも周知であった）。
3次元空間にはめ込めるかどうか、はボーイより前には未解決であった。